# 네오르네상스 건축
네오르네상스 건축(Neo-Renaissance architecture, 신르네상스 건축) 또는 르네상스 부흥 건축(Renaissance Revival architecture)은 19세기 유럽에서 있었던 15세기 르네상스 건축 양식의 부흥을 지칭한다. 이 양식은 특히 19세기 후반 영국과 미국에서 유행하였다.